# Міхаела Шаффрат
Міхаела Єнке, у шлюбі Шаффрат (нім. Michaela Schaffrath, також відома як Джина Вайлд (нім. Gina Wild); нар. 6 грудня 1970, Ешвайлер, ФРН) — німецька кіно-, театральна та акторка дубляжу, колишня порноакторка.

## Біографія
Міхаела Єнке народилася 6 грудня 1970 року у Ешвайлер, Північний Рейн-Вестфалія, в сім'ї муляра і домогосподарки. Після школи працювала медсестрою для непрацездатних дітей протягом майже 10 років.
7 жовтня 1994 року одружилася з Акселем Шаффратом.
У 1999 році відомий європейський порнорежисер Гаррі Морган відзначив аматорський порнофільм Міхаели з чоловіком. Згодом Морган зняв 8 фільмів з її участю під псевдонімом «Gina Wild».
У 2000 році Шаффрат вийшла з порноіндустрії і зайнялася зйомками в кіно. Відтоді з перемінним успіхом знялася в ряді німецьких фільмів, телевізійних серіалів і різних ТВ-шоу.
У 2003 році після того, як один з клієнтів впізнав її, вона підтвердила, що підпрацьовує у франкфуртському борделі.
1 лютого 2005 року оголосила про розлучення з чоловіком, яке офіційно відбулося 22 грудня того ж року.
Після виходу з порноіндустрії Міхаела Шаффрат стала акторкою театру. У 2012 році вона працювала в «Theater am Dom» у Кельні, грала в одній з вистав. Також її запрошують на зйомки в телесеріалах.

## Премії і номінації
- 1999: Venus Award
  - Кращий дебют
- 2000: Venus Award
  - Краща виконавиця.

## Фільмографія

### Порнофільми
- 1999 — Amateure zum ersten Mal gefilmt 2 (не під псевдонімом Gina Wild)
- 1999 — Bizarre Nachbarn 1 (не під псевдонімом Gina Wild)
- 1999 — Bizarre Nachbarn 4 (не під псевдонімом Gina Wild)
- 1999 — Maximum Perversum — Junge Fotzen, hart gedehnt
- 1999 — Joker 1: Die Sperma-Klinik
- 1999 — Xmania 4
- 1999 — Gina Wild — Jetzt wird es schmutzig
- 1999 — Gina Wild — Jetzt wird es schmutzig 2 — Ich will kommen
- 1999 — Gina Wild — Jetzt wird es schmutzig 3 — Orgasmus pur
- 1999 — Gina Wild — Jetzt wird es schmutzig 4 — Durchgefickt
- 2000 — Der tote Taucher im Wald
- 2000 — The very Best of Gina Wild
- 2000 — Teeny Exzesse 59: Kerle, Fötzchen, Sensationen. Jahrmarkt der Perversionen
- 2000 — Gina Wild — Jetzt wird es schmutzig 5 — Ich will euch alle
- 2001 — Joker: In der Hitze der Nacht
- 2001 — Gina Wild — Jetzt wird es schmutzig 6 — Im Rausch des Orgasmus
- 2001 — Sperling und der stumme Schrei
- 2001 — Geliebte Diebin
- 2001 — Tatort — Der dunkle Fleck
- 2001 — Nick Knatterton — Der Film (wurde bisher noch nicht veröffentlicht)
- 2001 — Nachtreise
- 2001 — Gina Wild — 150 Minuten Special
- 2001 — Gina Wild — 150 Minuten Special 2

### Кінофільми
- 2001 — Дежа вю / Déjà vu
- 2003 — Der Tag der Befreiung
- 2003 — Секс-коктейль / Sex Up — Jungs haben's auch nicht leicht
- 2003 — Taff
- 2004 — Бурштиновий амулет / Wahre Liebe
- 2004 — Crazy Race 2 — Warum die Mauer wirklich fiel
- 2004 — Schöne Männer hat man nie für sich allein
- 2006 — Помилка спеціаліста / Kunstfehler
- 2007 — Кленова алея / Ahornallee, під псевдонімом Anke Dauner (RTL)
- 2020 — Небесні акули